# 三頭山 (東京都)
三頭山（みとうさん）は、東京都西多摩郡奥多摩町・檜原村、山梨県上野原市、北都留郡小菅村にまたがる標高1,531mの山。日本三百名山、山梨百名山の一つに選定されている。古くは山の神々が集まる場所で鹿妻山と呼ばれていた。

## 概要

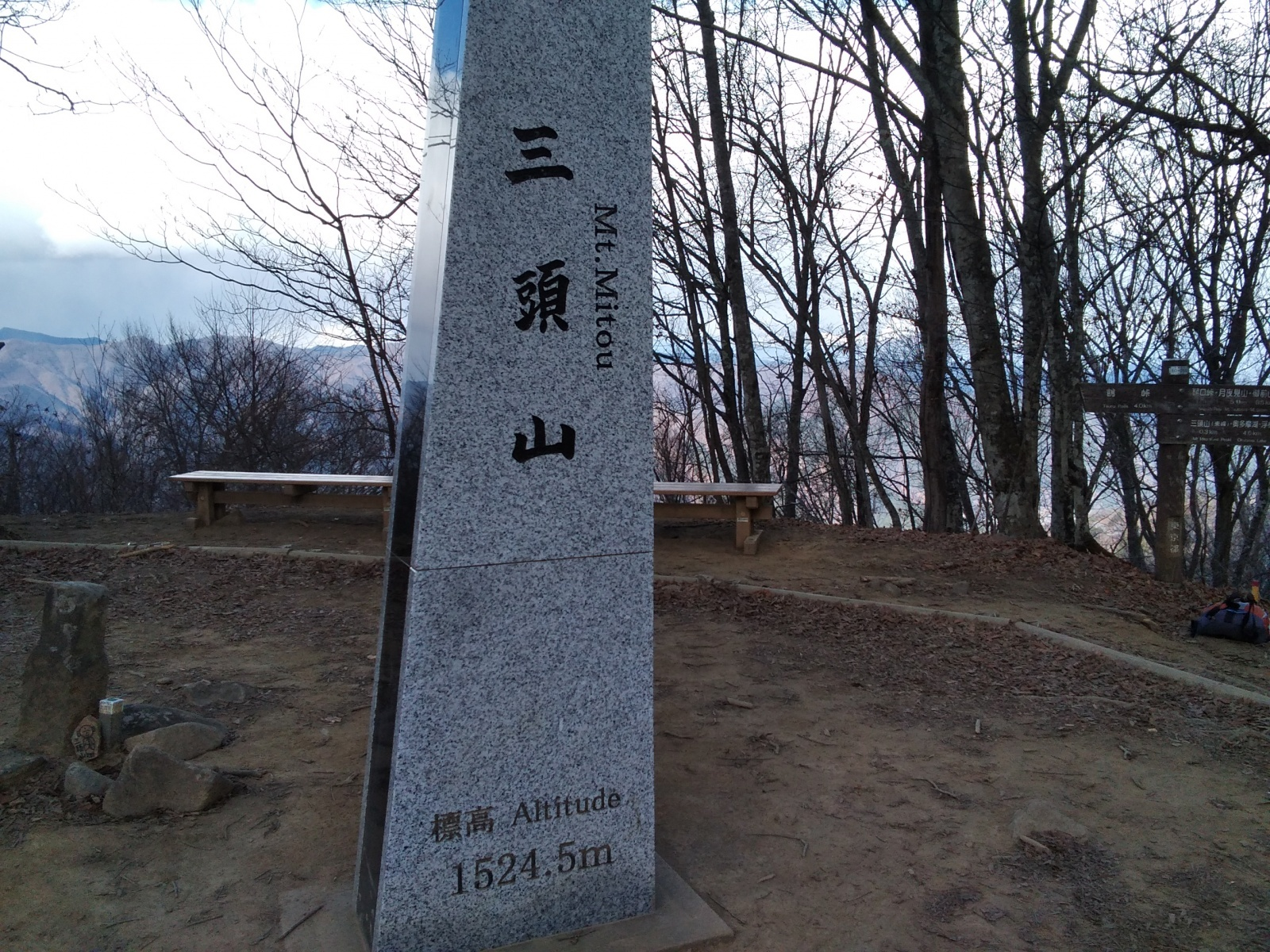
山頂石碑（2024年12月）

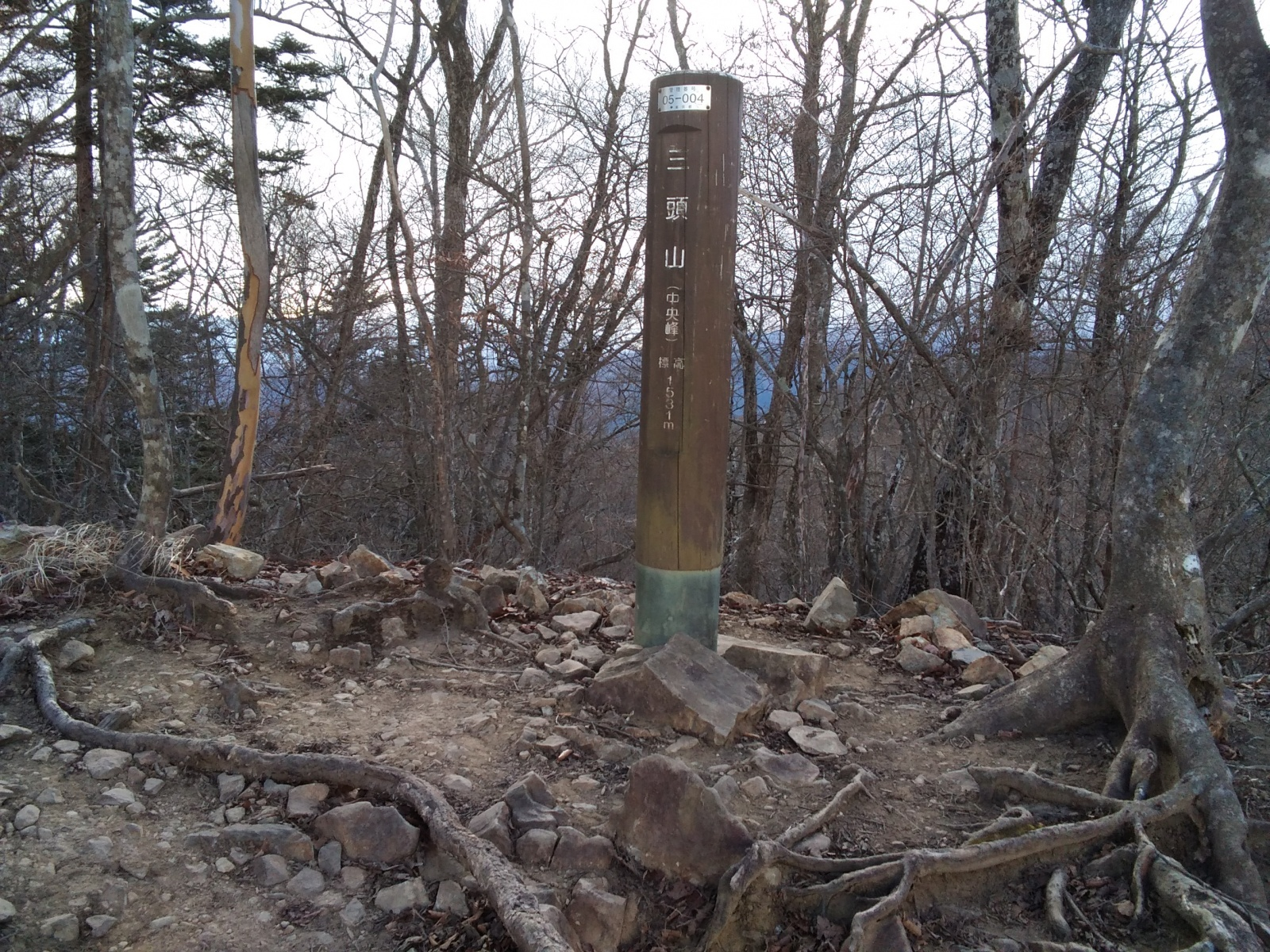
山頂標（2024年12月）

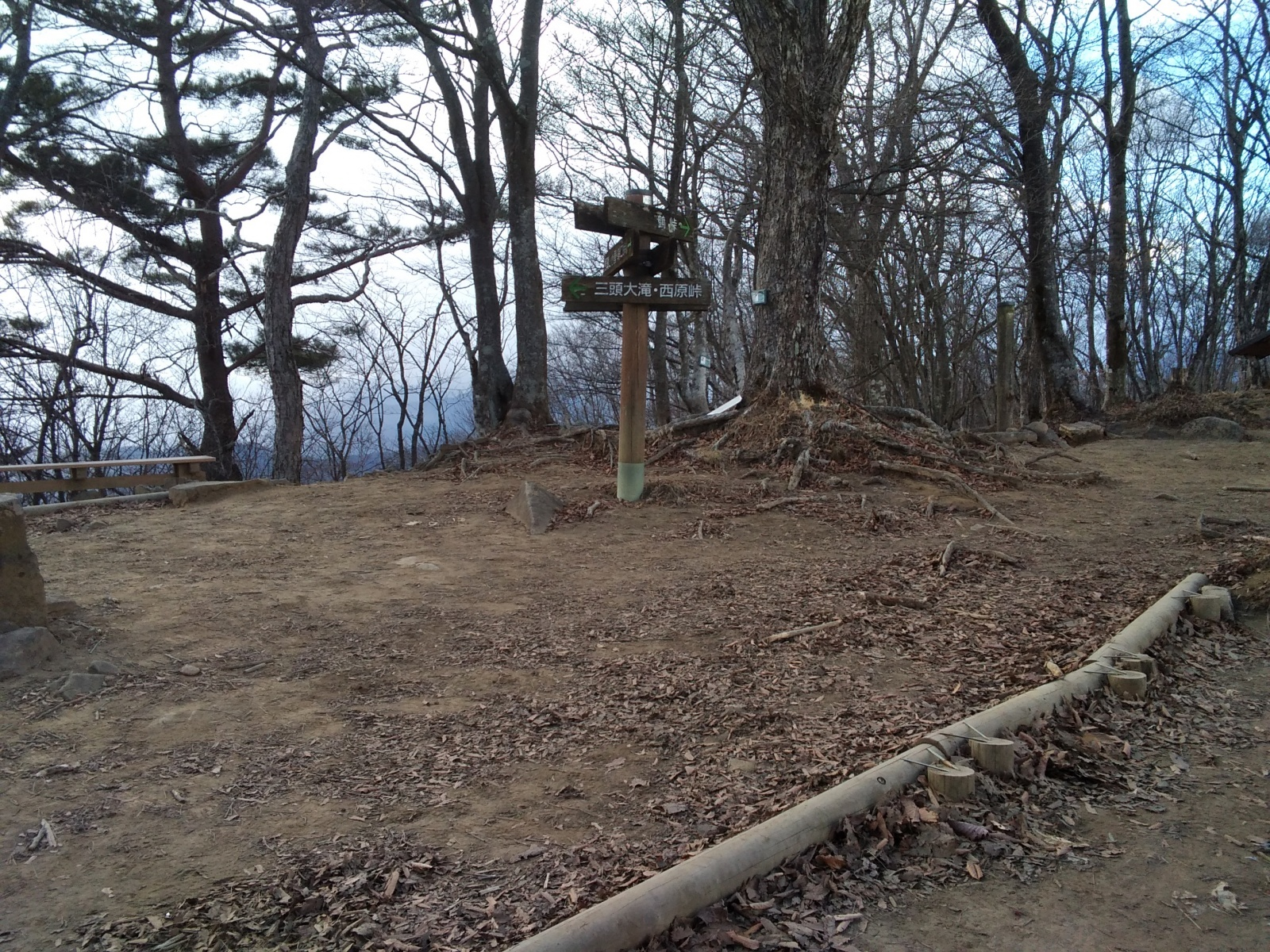
山頂の指導標（2024年12月）

3つの頂上があるので三頭山と言う。西峰（1,527m）・中央峰（1,531m）・東峰（1,528m）があり、三角点は東峰に置かれている。また、2016年（平成28年）には山の日の制定を記念して標石が設置された。奥高尾縦走路、笹尾根の北端。奥多摩三山の最高峰。また多摩川最大の支流、秋川の源頭の山でもある。
約800万年前に地下から溶岩が突き上げ、およそ8合目までが石英閃緑岩でしめられている。この閃緑岩を数馬御影石と称している。
三頭山周辺は、檜原村都民の森水源林として保護されており、山頂周辺にはブナ林が残っている。山頂は眺望に恵まれ富士山や雲取山、奥秩父山塊、丹沢山地などを望むことができる。
山頂周辺のブナ林は一見の価値がある。東面一帯は「檜原都民の森」として自然観察路や遊歩道が整備されている。
東京都の奥多摩山域の代表的な山の一つで、多摩百山に選ばれている。

## 登山
登山ルートは檜原村側にある「都民の森」を経由するルートがよく歩かれている。その他、北側の奥多摩湖側からヌカザス山・入小沢ノ峰やイヨ山を経由するルート、西側の小菅村から向山・鶴峠を経由するルート、南東側の槇寄山方面から笹尾根をたどるルート等がある。
都民の森コース
武蔵五日市駅よりバス「数馬」行きにて数馬バス停下車、数馬より無料バスにて「都民の森」バス停下車（冬期運休）。三頭大滝経由（ブナの路コース）の場合、登り1時間55分、下り1時間30分。数馬バス停より都民の森までの登山道は登り1時間、下り50分。
都民の森は三頭山の中腹にある。都民の森駐車場から入ると、森林館、木材工芸センター、鞘口峠、見晴小屋、展望台、東峰、中央峰（山頂）と良く整備された登山道を上がっていくことができる。都民の森公式サイトでは森林館から山頂までの往復周遊コース（三頭大滝や鞘口峠経由）で健脚向き4〜5時間のコースとして案内している。
笹尾根（数馬より）
武蔵五日市駅よりバス「数馬」行きにて数馬バス停もしくは仲の平バス停下車。槇寄山経由で登り3時間50分、下り2時間30分。
ヌカザス尾根コース
奥多摩駅よりバス（奥09, 奥10, 奥11, 奥12など）にて小河内神社バス停下車。イヨ山、ヌカザス山経由で登り3時間35分、下り2時間40分。
山のふるさと村コース
奥多摩駅よりバス（奥09, 奥10, 奥11, 奥12など）にて小河内神社バス停下車。山のふるさと村、鞘口峠経由で登り3時間40分。
ムロクボ尾根
奥多摩駅よりバス（奥09, 奥10, 奥11, 奥12など）にて深山橋バス停下車。ヌカザス山経由で登り3時間25分、下り2時間30分。
余沢より
奥多摩駅よりバス「小菅」行きにて余沢バス停下車。登り3時間15分、下り2時間25分。
笹尾根（郷原より）
上野原駅よりバス「飯尾」行きにて郷原バス停下車。槇寄山経由で登り4時間、下り2時間40分。
鶴峠より
上野原駅よりバス「松姫峠」行きにて鶴峠バス停下車（春秋のみ）。登り2時間25分、下り1時間50分。

## 登山設備
- 三頭山避難小屋
- 見晴小屋
- 展望台（東峰）